# Peter Grünberg
Peter Andreas Grünberg (Plzeň, 18 de maio de 1939 – Jülich, abril de 2018) foi um físico alemão, ganhador do Prêmio Nobel de Física juntamente com o francês Albert Fert, em 2007, graças a seus trabalhos com magnetorresistência gigante (MRG).

## Biografia
Grünberg nasceu em Pilsen, Boêmia, à época parte do Protetorado de Boêmia e Morávia (hoje República Tcheca), filho de Anna and Feodor A. Grünberg, alemães dos Sudetos vindos de Dysina (Dýšina), a leste de Pilsen.
Após a guerra, a família foi internada e seus pais foram trazidos a um campo. Seu pai, engenheiro nascido na Rússia que desde 1928 trabalhou para Škoda, morreu em 27 de Novembro de 1945, dentro de uma prisão tcheca, sendo enterrado em uma cova coletiva em Pilsen, marcada com Grünberg Theodor † 27. November 1945. Sua mãe Anna (falecida em 2002, com 100 anos de idade) teve de trabalhar na agricultura e permaneceu com seus pais na Casa Petermann em Untersekerschan (Dolní Sekyřany), para onde seus filhos  (além de Peter, ela teve uma filha em 1937) foram trazidos mais tarde. O que restou da família Grünberg, bem como quase todos os alemães em situação parecida, foram expulsos da então Tchecoslováquia em 1946. A partir de então, Peter, à época com sete anos de idade, mudou-se para Lauterbach, Hesse, onde frequentou o gymnasium.

Em 1962, Grünberg recebeu seu diploma intermediário da Universidade de Frankfurt, ingressando em seguida na Universidade Técnica de Darmstadt, onde recebeu seu diploma em física em 1966 e seu título de doutoramento em 1969. De 1969 a 1972, ele exerceu seu pós-doutorado na Universidade Carleton, em Ottawa, Canadá. Mais tarde, ele ingressou no  Instituto de Física do Estado Sólido do Forschungszentrum Jülich, onde ele se tornou um pesquisador destacado no campo de filmes finos e magnetismo de múltiplas camadas. Grünberg permaneceu lá até sua aposentadoria, em 2004.

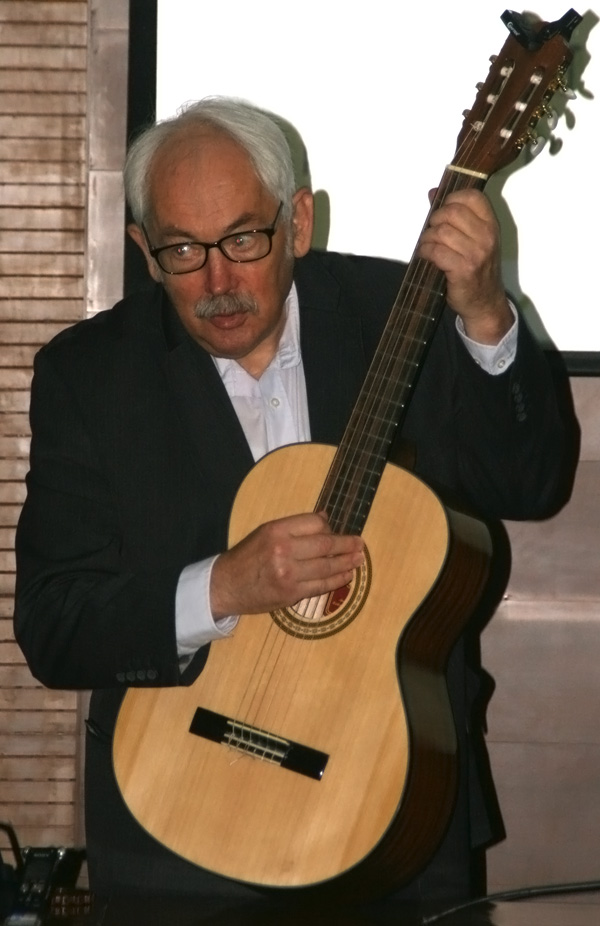
Peter Grünberg tocando violão durante uma palestra.

## Trabalho
Em 1986, Grünberg descobriu a troca de acoplamento antiparalelo entre camadas ferromagnéticas separadas por uma fina camada não-ferromagnética, o que o levou, dois anos mais tarde, a descobrir a magnetorresistência gigante. A MRG foi descoberta simultânea e independentemente por Albert Fert, da Universidade Paris-Sul. Desde então, ela tem sido usada extensivamente nas cabeças dos leitores de HDs modernos. Outra aplicação do efeito MRG é a memória de acesso não-volátil do computador (MRAM).

## Artigos selecionados
- Grünberg, Peter, Y. Suzuki, T. Katayama, K. Takanashi, R. Schreiber, K. Tanaka. 1997. "The magneto-optical effect of Cr(001) wedged ultrathin films grown on Fe(001)". JMMM . 165, 134.
- P. Grünberg, J.A. Wolf, R.Schäfer. 1996. "Long Range Exchange Interactions in Epitaxial Layered Magnetic Structures". Physica B 221, 357.
- M. Schäfer, Q. Leng, R. Schreiber, K. Takanashi, P. Grünberg, W. Zinn. 1995. "Experiments on Interlayer Exchange Coupling" (invited at 5th NEC Symp., Karuizawa, Japan). J. of Mat. Sci. and Eng. . B31, 17.
- A. Fert, P. Grünberg, A. Barthelemy, F. Petroff, W. Zinn (invited at ICM in Warsaw, 1994). 1995. "Layered magnetic structures: interlayer exchange coupling and giant magnetoresistance". JMMM. 140–144, 1.
- P. Grünberg, A. Fuß, Q. Leng, R. Schreiber, J.A. Wolf. 1993. "Interlayer Coupling and its Relation to Growth and Structure". Proc. of NATO workshop on "Magnetism and Structure in Systems of Reduced Dimension", ed. by R.F.C. Farrow et al., NATO ASI Series B: Physics Vol. 309, p. 87, Plenum Press, N.Y. 1993.
- A. Fuß, S. Demokritov, P. Grünberg, W. Zinn. 1992. "Short- and long period oscillations in the exchange coupling of Fe across epitaxially grown Al- and Au-interlayers". JMMM. 103, L211.
- Binasch, G.; P. (1 de março de 1989). «Enhanced magnetoresistance in layered magnetic structures with antiferromagnetic interlayer exchange». Physical Review B. 39 (7): 4828-4830. doi:10.1103/PhysRevB.39.4828
- P. Grünberg, R. Schreiber, Y. Pang, M.B. Brodsky, H. Sowers. 1986. "Layered Magnetic Structures: Evidence for antiferromagnetic coupling of Fe-layers across Cr-interlayers". Physical Review Letters. 57, 2442.